# ليتيزيا ملكة إسبانيا
الملكة ليتيزيا (بالإسبانية: Letizia Ortiz) (15 سبتمبر 1972 -)، هي زوجة الملك الإسباني فيليبي السادس. كانت تعمل صحفية قبل زواجها. تنحدر ليتيزيا من عائلة من الطبقة الوسطى. عملت كصحفية في صحيفتي أبسي و إفي قبل أن تصبح مذيعة أخبار لدى سي سي إن والتلفزيون الإسباني. في عام 1998، تزوجت من ألونسو غيريرو بيريز، الذي طلقته في العام التالي. في عام 2004، تزوجت ليتيزيا من فيليبي، الذي كان آنذاك أمير أستورياس باعتباره الابن والوريث الظاهر للملك خوان كارلوس الأول. أنجب الزوجان ابنتين، ليونور وإنفانتا صوفيا. بصفتها أميرة أستورياس، مثلت ليتيزيا والد زوجها في إسبانيا وخارجها. بعد تنازل خوان كارلوس عن العرش في يونيو 2014، أصبح فيليب ملكًا، ما جعل ليتيزيا عقيلته.
بصفتها زوجة الملك الحاكم، فإن ليتيزيا غير مطالبة بالقيام بوظائف دستورية خاصة بها ومن المحظور دستوريًا القيام بذلك ما لم تتولى دور وصي العرش. بهذا المعنى، تؤدي الملكة التزامات شعبية تمثل التاج، وغالبًا ما تكون مع زوجها، في حين أنها ركزت على أن تكون راعية أو رئيسة أو عضوًا في العديد من المؤسسات الخيرية والمنظمات، وهي الوجه المرئي للوكالة الإسبانية للتعاون الدولي من أجل التنمية، وغالبًا ما تسافر حول العالم للإشراف على أعمال الوكالة والترويج لها.

## عن حياتها

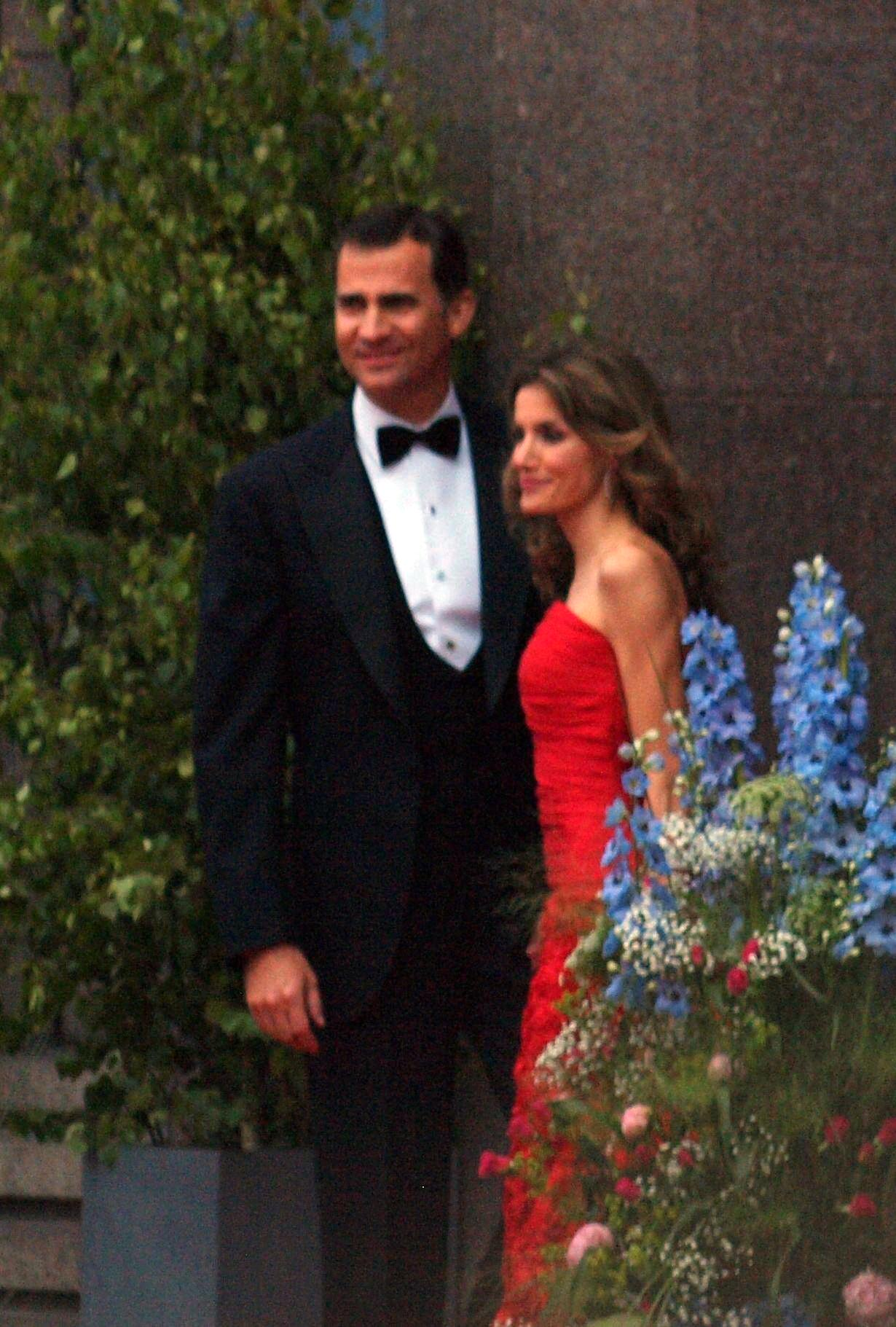
فيليبي وليتيزيا في اليوم السابق لحفل زفاف ولي العهد في ستوكهولم.

حصلت على شهادة البكالوريوس ودرجة الليسانس في الصحافة من «جامعة كومبلوتنس» في مدريد، وبعدها حصلت على الماجستير في الصحافة السمعية البصرية من معهد للدراسات في الصحافة السمعية البصرية، وأثناء فترة دراستها كانت أيضًا تعمل بمجال الصحافة في عدة صحف، ثم في وكالة الأنباء الإسبانية «إفي». وبعد انتهائها من دراستها عملت فترة «بصحيفة سيغلو» في غوادالاخارا بالمكسيك. وبعد عودتها لإسبانيا عملت في قناة «بلومبيرغ» في نستختها الإسبانية، ثم انتقلت إلى قناة «سي إن إن بلس» الإسبانية، وفي عام 2000 انتقلت للعمل في تيليفزيون اسبانيوله وبدأت العمل في القناة الإخبارية التابعة له.

## زواجها الأول
تزوجت أورتيز من ألونسو غيريرو بيريز (ولد في عام 1962)، وهو كاتب ومدرس أدب في المدرسة الثانوية. في 7 أغسطس 1998، أقيم حفل زفاف مدني متواضع في ألمندراليخو، في مقاطعة بطليوس، بعد علاقة استمرت لمدة 10 سنوات. تم فسخ الزواج بطلب الطلاق في عام 1999.

## زواجها الثاني وأبناؤها
بشكل مثير للدهشة، في 1 نوفمبر عام 2003، أعلنت الأسرة المَلَكية خطوبة أورتيز للأمير فيليب. بعد ذلك، انتقلت للعيش في جناح قصر لازارزويلا حتى يوم زفافها. تقدم لها أمير أستورياس بخاتم خطوبة مكون من 16 قطعة من الألماس مع زخرفة من الذهب الأبيض. احتفلت بهذه المناسبة بإعطائه أزرار أكمام من الذهب الأبيض والياقوت وكتاب كلاسيكي.
أقيم حفل الزفاف في 22 مايو من عام 2004 في كاتدرائية المودينا في مدريد. وكان أول حفل زفاف مَلَكي في هذه الكاتدرائية. حيث مر ما يقرب من قرن منذ أن احتفلت العاصمة بحفل زفاف مَلَكي، إذ تزوج والدا الأمير في أثينا وتزوجت شقيقتاه إنفانتا إيلينا دوقة لوجو وإنفانتا كريستينا البوربونية في إشبيلية وبرشلونة على التوالي. تم تصميم فستان زفاف ليتيزيا على يد مصمم الأزياء الإسباني مانويل بيرتيغاز، وتم تصميم حذائها من قِبَل بورا لوبيز؛ والطرحة، والتي كانت هدية من فيليبي لعروسه، كانت مصنوعة من التول الحريري باللون الأبيض الفاتح ومطرزة يدويًا بالتفاصيل. نظرًا لأن زواج ليتيزيا السابق تضمن احتفالًا مدنيًا فقط، فإن الكنيسة الكاثوليكية لم توافق عليه من الناحية القانونية، وبالتالي لم تطلب فسخ الزواج السابق للمضي قدمًا في زواج كاثوليكي من أمير أستورياس.
أنجب الزوجان، ليتيزيا وفيليبي، ابنتين: ليونور، أميرة أستورياس، المولودة في 31 أكتوبر عام 2005؛ وإنفانتا صوفيا، المولودة في 29 أبريل عام 2007، في مستشفى روبر الدولي في مدريد.

## أميرة أستورياس (2004 - 2014)
انضمت الأميرة ليتيزيا على الفور إلى واجبات زوجها وسافرت على نطاق واسع عبر إسبانيا ممثلة والد زوجها. مثل الزوجان إسبانيا في بلدان أخرى: حيث سافرت مع زوجها إلى الأردن والمكسيك وبيرو والمجر وجمهورية الدومينيكان وبنما والولايات المتحدة وصربيا والبرازيل وأوروغواي والسويد والدنمارك واليابان والصين والبرتغال. استقبلت شخصيات دولية بارزة، إلى جانب أفراد آخرين من العائلة المالكة وحضرت تجمعات الملوك الأجانب في لوكسمبورغ للاحتفال بالذكرى السنوية الفضية لزواج الدوق الأكبر هنري والدوقة العظمى ماريا تيريزا، ثم ذهبت إلى هولندا للاحتفال بعيد ميلاد فيليم ألكساندر ملك هولندا.
تم الإعلان عن واجبات ليتيزيا الفردية في عام 2006، بعد وقت قصير من إعلان حملها الثاني. قامت ليتيزيا بأداء واجبين شعبيين أمام الجماهير إذ ركزت في عملها على القضايا الاجتماعية مثل حقوق الطفل والأمراض النادرة والثقافة والتعليم. في أواخر عام 2007، بدأت أجندتها الفردية في النمو في عدد الواجبات التي أدتها بمفردها، إذ أصبحت أعمال كلا الزوجين أكثر تميزًا وانفصالًا.
في سبتمبر عام 2010، عينتها الجمعية الإسبانية لمكافحة السرطان (إيه إي سي سي) بصفة رئيسة فخرية للجمعية ومؤسستها العلمية.

## روابط خارجية
- ليتيزيا ملكة إسبانيا على موقع IMDb (الإنجليزية)
- ليتيزيا ملكة إسبانيا على موقع مونزينجر (الألمانية)